# Боро Матануска-Сусітна
Шаблон:StateAbbr_ 62°24′ пн. ш. 149°35′ зх. д. / 62.4° пн. ш. 149.58° зх. д.
Боро Матануска-Сусітна (англ. Matanuska-Susitna Borough) — боро у штаті Аляска, США.

## Демографія
За даними перепису 2000 року загальне населення боро становило 59 322 особи, зокрема міського населення було 21 041, а сільського — 38 281 особа. Серед мешканців боро чоловіків було 30 831, а жінок — 28 491. У боро було 20 556 домогосподарств, 15 057 родин, які мешкали в 27 329 будинках. Середній розмір родини становив 3,29 особи.
Віковий розподіл населення поданий у таблиці:
| Стать    | До 15 років | 15-21 | 22-29 | 30-39 | 40-49 | 50-65 | 65-85 | Понад 85 |
| -------- | ----------- | ----- | ----- | ----- | ----- | ----- | ----- | -------- |
| Чоловіки | 7917        | 3535  | 2358  | 4537  | 6223  | 4514  | 1686  | 61       |
| Жінки    | 7466        | 3037  | 2289  | 4592  | 5669  | 3685  | 1616  | 137      |

## Суміжні округи
- Деналі - північ
- Саутіст-Фейрбенкс - північний схід
- Valdez-Cordova Census Area, Alaska[en] - схід
- Анкоридж - південь
- Кенай - південь
- Бетел - захід
- Юкон-Коюкук - північний захід